# 筑波研究学園都市建設法
筑波研究学園都市建設法（つくばけんきゅうがくえんとしけんせつほう、昭和45年5月19日法律第73号）は、筑波研究学園都市の計画および推進に関する日本の法律である。
1970年5月19日に公布され同日に施行した。法令番号は昭和45年法律第73号。筑波研究学園都市の建設に関する総合的な計画を策定し、その実施を推進することにより、試験研究および教育を行なうのにふさわしい研究学園都市を建設するとともに、これを均衡のとれた田園都市として整備し、あわせて首都圏の既成市街地における人口の過度集中の緩和に寄与することを目的としている。

## 筑波研究学園都市の定義
当該地域内に、首都圏の既成市街地にある試験研究機関及び大学並びに前条の目的に照らし設置することが適当であると認められる機関の施設を移転し、又は新設し、かつ、研究学園都市にふさわしい公共施設、公益的施設及び一団地の住宅施設を一体的に整備するとともに、当該地域を均衡のとれた田園都市として整備することを目的として建設する都市をいう。